# TLC: Tables, Ladders & Chairs 2020
TLC: Tables, Ladders & Chairs 2020 è stata la dodicesima edizione dell'omonimo evento in pay-per-view prodotto annualmente dalla WWE. L'evento si è svolto il 20 dicembre 2020 al Tropicana Field di Saint Petersburg (Florida).
A causa della pandemia di COVID-19, l'evento si è svolto con la sola presenza del personale autorizzato. L'evento è stato trasmesso inoltre dal Tropicana Field, dove, tramite una serie di pannelli a LED intorno all'arena, i fan da tutto il mondo hanno potuto assistere in diretta all'evento tramite collegamento remoto.

## Storyline
Nella puntata di Raw del 23 novembre si sono svolti tre incontri di qualificazione ad un Triple Threat match supplementare il cui vincitore sarebbe divenuto il nuovo contendente n°1 al WWE Championship di Drew McIntyre: nel primo, Riddle ha sconfitto Sheamus, nel secondo Keith Lee ha sconfitto lo United States Champion Bobby Lashley per squalifica (a causa dell'intervento di MVP) e nel terzo AJ Styles ha superato Randy Orton. I tre vincitori, successivamente, si sono affrontati nella puntata di Raw del 30 novembre e a prevalere è stato Styles, il quale affronterà Drew McIntyre per il WWE Championship a TLC. Successivamente, l'incontro è stato modificato in un Tables, Ladders and Chairs match.
Il 25 ottobre, a Hell in a Cell, Sasha Banks ha sconfitto Bayley in un Hell in a Cell match conquistando lo SmackDown Women's Championship per la prima volta. Nella puntata di SmackDown del 6 novembre Sasha ha difeso con successo il titolo contro Bayley nella rivincita titolata, ma poco dopo è stata brutalmente attaccata dalla rientrante Carmella. Le due si sono confrontate e attaccate per diverse settimane, fino alla puntata di SmackDown del 4 dicembre dove Sasha ha sfidato Carmella per difendere lo SmackDown Women's Championship a TLC. Nella puntata di SmackDown dell'11 dicembre Sasha Banks e Carmella si sono affrontate per lo SmackDown Women's Championship, in anticipo rispetto a TLC, e a vincere è stata Carmella per squalifica a causa della brutalità della Banks (senza dunque il cambio di titolo).
Nelle puntate di Raw del 23 e 30 novembre la Raw Women's Champion Asuka e Lana hanno sconfitto le Women's Tag Team Champions Nia Jax e Shayna Baszler in match non titolati. Un match valevole per il Women's Tag Team Championship tra i due team è stato annunciato per TLC. Nella puntata di Raw del 14 dicembre Lana ha sconfitto Nia Jax, ma poco dopo è stata brutalmente attaccata da quest'ultima e Shayna Baszler, venendo infortunata (kayfabe). Il suo posto nel match di TLC, di conseguenza, verrà preso da una wrestler misteriosa.
Nella puntata di SmackDown del 6 novembre Kevin Owens è stato sconfitto da Jey Uso a causa della distrazione di Roman Reigns, detentore dell'Universal Championship. Successivamente, nella puntata di SmackDown del 27 novembre, Owens ha sconfitto Jey per squalifica dopo essere stato brutalmente colpito con una sedia da Uso, il quale poi è stato a sua volta brutalmente attaccato da Owens, il quale ha pubblicamente sfidato Roman Reigns. Nella puntata di SmackDown del 4 dicembre Owens e Reigns hanno avuto un confronto, con il primo che ha sfidato il secondo ad un Tables, Ladders and Chairs match per l'Universal Championship a TLC, con Reigns che ha accettato.
Nella puntata di Raw del 23 novembre, come già scritto in precedenza, Randy Orton è stato sconfitto da AJ Styles a causa della distrazione di "The Fiend" Bray Wyatt, che gli è costata il match. Nella puntata di Raw del 30 novembre, durante il Moment of Bliss di Alexa Bliss (nuova alleata di Wyatt), Orton ha avuto un confronto con "The Fiend", rimanendo impressionata, rimembrando i trascorsi del loro passato e della loro alleanza e faida nel 2017. Un match tra i due è stato sancito per TLC. Nella puntata di Raw del 7 dicembre Orton e Wyatt si sono affrontati, ma l'incontro è terminato in no-contest a causa dell'apparizione di "The Fiend" (la parte malvagia di Wyatt). Il 17 dicembre è stato annunciato che i due si affronteranno in un Firefly Inferno match.
Nella puntata di Raw del 2 novembre Cedric Alexander e Shelton Benjamin dell'Hurt Business hanno sconfitto i Raw Tag Team Champions Kofi Kingston e Xavier Woods del New Day in un match non titolato. Nella puntata di Raw del 16 novembre Alexander e Shelton Benjamin hanno affrontato nuovamente Kingston e Woods del New Day, questa volta per il Raw Tag Team Championship, ma sono stati sconfitti. Nella puntata di Raw del 23 novembre Alexander e Benjamin hanno affrontato nuovamente Kofi Kingston e Xavier Woods del New Day per il Raw Tag Team Championship ma sono stati sconfitti. Nella puntata di Raw del 30 novembre Alexander ha sconfitto Xavier Woods. Nella puntata di Raw del 7 dicembre Alexander ha sconfitto Kofi Kingston. Il 10 dicembre, un match per il Raw Tag Team Championship tra i campioni Kingston e Woods e Alexander e Benjamin è stato annunciato per TLC.
Il 20 dicembre, per il Kick-off, è stato annunciato un Eight-man Tag Team match tra Big E, Chad Gable, Daniel Bryan e Otis contro Cesaro, King Corbin, l'Intercontinental Champion Sami Zayn e Shinsuke Nakamura.

## Risultati
| #       | Match                                                                                      | Stipulazioni                                                           | Durata |
| ------- | ------------------------------------------------------------------------------------------ | ---------------------------------------------------------------------- | ------ |
| Kickoff | Big E, Chad Gable, Daniel Bryan e Otis hanno sconfitto The Artist Collective e King Corbin | Eight-man tag team match                                               | 8:35   |
| 1       | Drew McIntyre (c) ha sconfitto AJ Styles (con Omos) e The Miz (con John Morrison)          | Triple threat tables, ladders and chairs match per il WWE Championship | 27:05  |
| 2       | Sasha Banks (c) ha sconfitto Carmella (con Reginald) per sottomissione                     | Single match per il WWE SmackDown Women's Championship                 | 12:10  |
| 3       | L'Hurt Business (con MVP) ha sconfitto il New Day (c)                                      | Tag team match per il WWE Raw Tag Team Championship                    | 10:00  |
| 4       | Asuka e Charlotte Flair hanno sconfitto Nia Jax e Shayna Baszler (c)                       | Tag team match per il WWE Women's Tag Team Championship                | 10:05  |
| 5       | Roman Reigns (c) (con Paul Heyman) ha sconfitto Kevin Owens                                | Tables, ladders and chairs match per il WWE Universal Championship     | 24:45  |
| 6       | Randy Orton ha sconfitto "The Fiend" Bray Wyatt                                            | Inferno match                                                          | 12:00  |